# Линкольн (округ, Нью-Мексико)
Линкольн (англ. Lincoln) — округ в штате Нью-Мексико, США. Столица — Карризозо. По данным переписи за 2010 год число жителей округа составляло 20 497 человек. Округ был создан в 1869 году.

## Географическое положение
Расположен в центральной части штата. По данным Бюро переписи населения США округ имеет общую площадь в 12 512 квадратных километра, из которых 12 511 кв. километров занимает земля и 1 кв. километр — вода.

## История
Был образован в 1869 году, получил своё название по имени шестнадцатого президента США Авраама Линкольна. В конце 1870-х годов на территории округа произошёл конфликт между владельцем главного магазина и землевладельцем за экономическое влияние в штате Нью-Мексико. Самым крупным городом округа является Руидозо, хотя административный центр находится в Карризозо.

## Население
| Год переписи | Нас.  |  | %±     |
| ------------ | ----- |  | ------ |
| 1910         | 7822  |  | —      |
| 1920         | 7823  |  | 0%     |
| 1930         | 7198  |  | −8%    |
| 1940         | 8557  |  | 18,9%  |
| 1950         | 7409  |  | −13,4% |
| 1960         | 7744  |  | 4,5%   |
| 1970         | 7560  |  | −2,4%  |
| 1980         | 10997 |  | 45,5%  |
| 1990         | 12219 |  | 11,1%  |
| 2000         | 19411 |  | 58,9%  |
| 2010         | 20497 |  | 5,6%   |
| 2016         | 19429 |  | −5,2%  |

В 2010 году на территории округа проживало 20 497 человек (из них 49,1 % мужчин и 50,9 % женщин), насчитывалось 9219 домашних хозяйства и 5859 семей. Расовый состав: белые — 85,1 %, афроамериканцы — 0,5 %, коренные американцы — 2,4 %, азиаты — 0,4 и представители двух и более рас — 2,5 %. 29,8 % населения были латиноамериканцами.
Население округа по возрастному диапазону по данным переписи 2010 года распределилось следующим образом: 19,0 % — жители младше 18 лет, 2,7 % — между 18 и 21 годами, 56,3 % — от 21 до 65 лет и 22,0 % — в возрасте 65 лет и старше. Средний возраст населения — 49,4 лет. На каждые 100 женщин в Линкольне приходилось 96,5 мужчин, при этом на 100 совершеннолетних женщин приходилось уже 94,0 мужчин сопоставимого возраста.
Из 9219 домашних хозяйств 63,6 % представляли собой семьи: 49,5 % совместно проживающих супружеских пар (12,6 % с детьми младше 18 лет); 9,8 % — женщины, проживающие без мужей и 4,2 % — мужчины, проживающие без жён. 36,4 % не имели семьи. В среднем домашнее хозяйство ведут 2,21 человека, а средний размер семьи — 2,72 человека. В одиночестве проживали 30,5 % населения, 12,5 % составляли одинокие пожилые люди (старше 65 лет).

## Экономика
В 2015 году из 16 558 трудоспособных жителей старше 16 лет имели работу 7594 человека. В 2014 году медианный доход на семью оценивался в 50 213 $, на домашнее хозяйство — в 40 065 $. Доход на душу населения — 25 230 $. 12,6 % от всего числа семей в Линкольне и 18,0 % от всей численности населения находилось на момент переписи за чертой бедности.